# ギャルサー (テレビドラマ)
『ギャルサー』は、日本テレビ系列で2006年4月15日から6月24日まで放送されたテレビドラマである（初回は15分拡大）。藤木直人の日本テレビ系連続ドラマ初主演作でもあった。

## 作品概要

### ストーリー
主人公、北島進之助は親友のジェロニモIII世に「イモコという少女を捜して欲しい」と頼まれ渋谷へ向かう。街中で投げ縄を振り回すといった進之助の奇抜な行動に、柳下ら商店街の人々は混乱する。そんな中、進之助はサキらギャルたちに出会い、騒動と困難に立ち向かっていく。

### 「イモコ」の正体
進之助は「イモコ」がずっとギャルサー“エンゼルハート”のメンバーだと思っており、途中、
- ユリカ：彼女が持っていたはがきに「イモコ」と関係があるらしい鷲（実際は無関係）が描かれていた。
- ナギサ：進之助が持っていた幼少期の写真を見たジェロニモが「もしかしてその優しい笑顔…」と驚き、進之助もイモコではないかと思った。
- レミ：本名が「妹子」である。
- サキ：本名「サキ子」を縦書きすると「芋子」に見え、手紙と筆跡も似ていた。

が候補に挙がった。しかし、進之助の帽子の中に入っていた手紙をサキが見つけたことによって、ジェロニモIIIに届いた手紙が不治の病で亡くなった進之助の実母・渋谷（しぶたに）サチ子（縦書きすると芋子に見える）が9歳の時に書いた手紙であった。その手紙を3歳の進之助が植物学者であった彼女が当時研究していたエゾヨモギの種の入った瓶に入れて海に流し、その瓶が十数年後にハリケーンによってアリゾナのジェロニモの元に届いたことが真相である。つまり進之助自身が手紙の送り主「イモコ」であったことになる。なお、進之助の帽子に縫い付けてあった手紙は彼の母親が進之助を孤児院に預ける際に孤児院宛に書いた手紙である。

### その他
- 大地や太陽、命に対して感謝を捧げてから食事をするシーン（ありがとう大地、ありがとう太陽、命をありがとう、いただきます）が頻繁に登場する。
- 毎週必ず、現代の日本社会に対する教訓めいたセリフがある。
- 当ドラマを始めるきっかけは『真相報道 バンキシャ!』でギャルサーを特集したことからである。
- カウボーイを主人公にしたのは、映画『クロコダイル・ダンディー』にヒントを得た事による。当初は教師か警察官を主人公とする案だった。

## 登場人物・キャスト
登場人物の年齢は2006年時点（第1話から最終話で進之助がアリゾナに帰るまで）のものである。

### 主人公
北島進之助（カウボーイ、33歳）
演：藤木直人
本作の主人公。突然、渋谷に現れたカウボーイ。7歳までは日本の孤児院で育ち、その後はアリゾナで牧場を経営する里親の元に引き取られてカウボーイとして育ったが、その里親もハリケーンで亡くなった。
日本語は一応話せるが、カタコトでたどたどしく独特の言い回し（「Why?」「○○、良くない」「Oh!大事なこと忘れてた!」など）が多い。モモ曰く、「すぐ他の事に目がいっちゃう」ため、大事な事をたびたび忘れてしまうおっちょこちょいな一面もある。日本の実の両親の顔は覚えていない。
ずっとアリゾナの大自然で育ったため、都会の価値観には無頓着。
「イモコ」捜しの最中にギャルたちと出会い、騒動を巻き起こすがサークル内で起こった事件をいつの間にか解決している。
獲物を得るため公園に落とし穴を仕掛けているが、穴に落ちるのはいつも人間である。
いつも騒ぎを起こすため、商店街からもギャル達からも最初は敬遠されていたが、最後はみんなから好かれた。
テンガロンハットをいつもかぶっていたり、常に所持している投げ縄で人を捕まえたりしている。
ギャル達からは、「おっさん」または「カウボーイのおっさん」と呼ばれている。アリゾナ時代の幼名は「シンシン」。毎回、必ず名言を言う。
3年後、ジョージの命を救ってくれた「ウマコ」を探すため再び渋谷へカムバックする。

### エンゼルハート[1]
サキ（エンゼルハート白組、16歳）
演：戸田恵梨香
本名は広瀬サキ子。総人数300名という渋谷最大のギャルサー“エンゼルハート”の下っ端メンバーで、サークル内では落ちこぼれ的存在。
天真爛漫な明るい少女だったが、高校に入り立てから即落ちこぼれる。学校の親友、シズカとスミレがエンゼルハートに入ることを知り、一人取り残されるのが嫌で仕方なくついていった。南都下高校の生徒であるが、学校にはほとんど通っていない。そのため、高校の先生からも相手にされていない。
飽きっぽいのでパラパラが下手で、バイトもしていないため年中金欠状態。すべてにおいて中途半端な性格で、リカいわく要領が悪い。気性の激しいところがあり、すぐ手足が出る。進之助とは最悪の出会いを果たしたが、友達だと思われていつも情報を提供している。サキ本人も、そこまで嫌ではないようである。
もんじゃチップスが好き。モモのことは「チビちゃん」または「モモちゃん」と呼んでいる。
進之助がアリゾナに帰国してから3年間、イモコ探しをしていた（一ノ瀬宅に居候）。
レミ（エンゼルハート総代表、18歳）
演：鈴木えみ
渋谷最大のサークル「エンゼルハート」の6代目総代表。カリスマ的な魅力でサークルを統率し、サークル内に恋愛禁止などの厳格な規律を敷く。渋谷界隈の皆が一目置く憧れの存在。見た目は派手だか熱い魂の持ち主で、義に厚く仲間想い。
事あるごとにエンゼルハートのメンバーの前で「だって、○○してみ？あーっ、エンゼルハートって、××なんだって思われちゃうじゃん？」という冗談（ボケ）を持ちかけ、場を和ませようとするひょうきんな一面を持つ。
本名は小野妹子（おの いもこ）。日本史かぶれの父親が「賢い娘になるように」と命名したのだが、その名前が原因で幼少期からいじめられ、「イモコ」という言葉に対してトラウマを持つようになる。高校に入学した頃には「イモコ」と聞いただけでも、発作的に相手の性別・年齢・善悪を問わず正拳突きで殴りつけてしまうようになり、高校1年の時、名前を馬鹿にした同級生の男子たちを殴って退学処分になった。
3年後は、一ノ瀬と結婚している。
ユリカ（エンゼルハート黒組、23歳〈自称16歳〉）
演：矢口真里
黒組のムードメーカー的存在。本名は西園寺麗華（さいおんじれいか）。大卒の23歳で名家のお嬢様ではあったが、父親の逮捕により落ちぶれてしまった。
テレビで見たエンゼルハートに憧れ、本来18歳で卒業しなければならないエンゼルハートに年齢を16歳と偽って入った。
パラパラのキレは抜群。ただし、言動や仕草が「ババくさい」「いくつだよ」と言われたり、身長の低さゆえに「チビ」と罵倒されることもあるが、少々強気な部分もある。
3年後は、服飾関係の仕事に就いている。
ナギサ（エンゼルハート黒組リーダー、18歳）
演：新垣結衣
本名は坂下渚。黒組リーダー。サークル内で一番パラパラが上手く、面倒見が良くて機転も利く。おしゃれでクールな性格。ある意味レミ以上にパーフェクトなギャルだが、かつてエンゼルハート総代表の地位を彼女と争って敗れた。そのこともありレミとはソリが合わず、落ちこぼれメンバーにも厳しく容赦ない。レミに対して何かと反抗的な態度をとるが、ドラマが進行するうちに友情を深め合う。前述のレミのボケには「思わねえよ！」と必ずツッコミをいれる。
幼少期から少しでも食べたらすぐ太ってしまう体質で、激太りしていた過去の自分に対する戒めとして当時の写真を常に持っていた。その為、太ることを極端に嫌っており、カロリー計算も徹底的にしている。
3年後は、看護師になっている。
リカ（エンゼルハート次期総代候補、17歳）
演：岩佐真悠子
本名は大村 利香子。レミが信頼を置く、次期総代表候補ナンバーワン。パラパラはあまり得意ではないが、要領の良さで今のポジションを築き上げた。メンバーたちの人望も厚いが、疑われて四面楚歌に陥ったこともあった。ランと壮絶なレミのご機嫌取り合戦を繰り広げている。
サキ・シズカ・スミレの通う南都下高校の生徒会長で、校内では秀才かつ黒髪の美人として知られる優等生である。
会合や練習の前に駅のトイレで着替えている。第8話では、リーダー代理になって情緒不安定になったサキを助けた。サキに対しては要領が悪いと呆れながらも、放ってはおけない性分のようである。
3年後は、大学生になっている。
シズカ（エンゼルハート白組、16歳）
演：佐津川愛美
サキとスミレの高校の同級生。人への気遣いができる優しい性格だが、いかんせんとろいのが災いして、親切が何かと仇になってしまうこともある。少しおっとりなところもあり、よく転ぶ。大人しく従順なので、いつも使いっぱしりキャラ。いつの日かパラパラを華麗に踊る事を夢見ている。
1話ではエンゼルハートの一部のメンバーにいじめられる上、サキに酷い言葉を浴びせられ自殺しそうになる。(その後、サキと和解。)
3年後は、保育士になっている。
スミレ（エンゼルハート白組、16歳）
演：奈津子
サキとシズカの同級生。真面目でバランスの取れた性格だが、気が弱くて優柔不断なため多勢の意見に流されてしまう。
好奇心旺盛で、サキ、シズカの3人の中でギャルサー入りの言い出しっぺ。メイクが可愛い、パラパラを踊ってみたいという単純な理由で加入した。
1話ではサキやエンゼルハートの一部のメンバーがシズカのいじめに加担する中、スミレだけは加担していなかった。
3年後は、土谷文具店の店員になっている。

#### エンゼルハート他メンバー
- 白組

ラン（次期総代候補、17歳）
演：西田奈津美
レミを強く尊敬しており、レミの一言一言に感動してしまう涙もろいところがある。パラパラの達人。向上心や野望は少ないが性格の真面目さから、次期総長候補としてレミに一目置かれている。
シオリ（白組リーダー、18歳）
演：松山まみ
白組のリーダーだが、グループを仕切ることができず全て副リーダーのソラに任せている。口調は強気だが性格は気弱な為、ソラを始めとする他の白組メンバーからは事あるごとに「（器が）小っちぇ～！」と呆れられている。なお、空気を読めない一面がある。
ソラ（白組副リーダー、17歳）
演：森望美
シオリの補佐的存在。とにかく声が大きい。白組リーダーのシオリより個性が強く、グループを仕切っている。性格はあまり良くなく、気に入らないとみなしたメンバーを率先して除け者にする。
サヤカ（17歳）
演：斉藤友以乃（現：友稀サナ）
ソラの取り巻き。一人っ子で、母親譲りの我が道を行く性格のギャル。母親と仲が良く、一緒にホストクラブに通っている。
セリナ（17歳）
演：小山美香
ソラの取り巻き。ソラ達に逆らえずいじめに参加してしまうが、本来は母親想いの優しいギャル。
メイ（16歳）
演：成田舞
どんなことでも力ずくで解決しようとするギャル。高校の時に教師を殴り、退学処分になった。
マリコ（16歳）
演：照井美樹
主にメイとよく一緒にいる金髪でヤマンバ風のギャル。いわゆる汚ギャルで、何日も風呂に入らないほど。（このことは、第6話でも指摘されている。）
ミズキ（16歳）
演：早美あい
よくホラ吹きをするギャル。政治家の娘だと嘯くが、実際は荒川区の駄菓子屋の娘。
ムツコ（16歳）
演：丹野友美
天然系ギャル。第5話では総代表の証であるティアラに執着したことで、グループの存続を揺るがす騒動を起こしてしまう。
ミチ（16歳）
演：長谷川愛
性格の悪さはチーム1らしく、父親が闇金取り立て屋。
マユ（16歳）
演：楯真由子
初回から第3話まで登場。人が嫌がるようなことばかり考えている策略家。
- 黒組

ヤヨイ（16歳）
演：上脇結友
ユリカ、ヨーコとよく一緒にいる。紹介時の設定には「謎が多い人物」とされていた。
第9話でヌマコの名前をヨーコと一緒に笑った事でレミに「名前ってのは一生背負っていくもんなんだ。笑い事じゃない。」と一喝される描写がある。
ヨーコ（16歳）
演：高瀬友規奈
ユリカ、ヤヨイとよく一緒にいるギャル。男にはあまり興味がなく、女同士の友情を大事にする。第9話でヤヨイと一緒にヌマコの名前を笑った為、レミに一喝される。
ユキジ（17歳）
演：廣田朋菜
ナギサに次いで2番目に年上である様子が描かれており、第3話でナギサが黒組リーダーから離れた時にリーダーとなっていたが他のメンバーから早々に反発され、あまり頼り甲斐がなかった。第9話ではイモコと発したため、レミに殴られてしまった。
ヤスエ（17歳）
演：里中裕奈
いわゆるぶりっ子。グループ内では自分が一番可愛いと思っている。
ヨシミ（17歳）
演：加藤理恵
警察官を親に持つ、世田谷のお嬢様。庶民になって悪ぶってみたいと思っている。
ユウコ（17歳）
演：岡村麻純
ジャニーズ好きなギャル。第3話ではナギサに代わり、リーダーになろうとしたユキジに対してヨシミと共に反発した。
ノゾミ（16歳）
演：住吉玲奈（現：住吉怜奈）
体育会系ギャル。普段は無口だが、顔のことをバカにされると激怒する。
ナナ（16歳）
演：大森美希（現：池田夏希）
明るい性格で周りから好かれている。悪いことをしても何故か許されるギャル。
ニイナ（16歳）
演：川瀬南
穏健派。裕福な家庭で育ったらしく、メンバー達にもよく奢る。
ネネ（16歳）
演：内田ゆか
関西出身のギャル。母親の再婚相手と反りが合わず、プチ家出を繰り返す。
ノリコ（16歳）
演：早坂美緒
千葉のサバ缶詰業者を親に持ち、稼業にコンプレックスを抱いている。メンバー内では長身だが、第4話と第8話ではサキとすれ違う際に「チビ（ユリカの事）」と呼ばれ、「誰がチビだ！」と怒り返す。
ナミエ（16歳）
演：加藤美佳（現：我謝よしか）
父親の経営する工場が倒産したことで学費を払えず、高校を中退。チアダンス部に所属していた経験を持っており、パラパラが上手い。
ヌマコ（16歳）
演：戸田れい
パラパラ好きのギャル。初期の頃はポニーテールだったが、3話からは常に前髪を上げている。第9話でレミに恋愛禁止の事について相談をしている最中、名前を他のメンバーに馬鹿にされて傷付いていた所をレミに助けられ、その事に感謝する。

### 商店街周辺の人々
一ノ瀬誠（宇田川東交番勤務・警察官、24歳）
演：佐藤隆太
志高い実直な警察官。一人称は「本官」で、進之助を「キサマ」または「カウボーイ」と呼ぶ。進之助やジェロニモには「オマワリ」と呼ばれている。
進之助とモモに居候されるだけでなく、勝手に国際電話やインターネットのダイヤルアップ接続まで使われ高額な料金を請求されるなど、散々な目に遭っているが、進之助のことは友達と思っている。
電話・インターネット代節約のため常時接続に変えたが、その接続方式は不明である。（ジェロニモIII世は、「Georgeが雪辱？」とボケをかました。）
実家は寺である。
過去の事件で犯人の確保よりも一般人の身の安全を優先したために犯人を取り逃し、その事で上司から罵倒され、コンプレックスとなっている。
今までに一度も恋をしたことがなかったが、第9話でレミに恋をした。3年後にはレミと結婚していて、息子に「進之助」という名前をつけている。
柳下哲雄（渋谷中央商店街商店会長、49歳）
演：生瀬勝久
「クリフォード」という音楽喫茶を経営している。（柳下の喫茶店に進之助がパラシュートで降り立った。）
傍若無人に渋谷の街を荒らすギャルや、毎度のように騒ぎを起こす進之助に頭を痛めていたが、最終話では進之助の救いの儀式の時に自分の大切な商売道具であるレコードを切り刻んでブーメランを作り、進之助の命を助けた。
妻には頭が上がらない。進之助には「メガネ」と呼ばれているが、そのように呼ばれるのは好きではないようだ。
柳下恵美子（商店会長夫人、43歳）
演：大島さと子
柳下の妻。ジャズ喫茶を時代遅れだと思っている。
土谷守（土谷文具店店主・渋谷中央商店街副会長、50歳）
演：高田純次
ギャルらに店の売り物のペンを使われて「インクの万引き」と憤慨しているが、実際には何も注意できないでいる。実はエンゼルハートの集会所の大家であった。
レミの拳骨で昔を思い出し、ちょっかいを出すつもりでわざと集会場の家賃を法外な値段にした（当然の如く、ウソ）。
集会所でガス爆発事故が起き、進之助が負傷した際には責任を全て被り、警察で事情聴取を受けていた。ギャル達からは「どっかん」、進之助には「目ん玉」と呼ばれている。
相川勇作（ドラッグストア〈アインズ&トルベ〉店主、44歳）
演：温水洋一
毎回、進之助やギャルらが原因で店の陳列棚が倒されてしまう。第7話で、柳下の指名により商店会長となる（第8話でやめる）。
晶子のことをずっと「ブス」とバカにしていたが、実際は恋心を抱いており晶子が変装を解き正体を現しても唯一一目見てその正体に気づいた。それがきっかけとなり第10話で恋仲になり、3年後には結婚している。最終話ではジェロニモの口から、進之助には「オデコ」と呼ばれていた事が判明する（直接そう呼んでいる描写はない）。
早川晶子（ドラッグストア〈アインズ&トルベ〉薬剤師、33歳）
演：三浦理恵子
進之助に好意を抱いている。相川にはいつも「ブス」と言われているが、本当はとてつもない美人である。
レミの姉であり、一緒に暮らしている。妹のことを心配して進之助（一ノ瀬宅の電話）に「イモコ探しをやめろ！」と脅迫電話をかけた。
本名は小野小町（おの こまち）であるが、自分が元になって妹の本名がバレることを恐れているため、変装し偽名を使っていた。真実を伝えるために変装を解いた際には小町＝晶子であると気づいた者は勇作以外おらず、それがきっかけとなってか3年後には勇作と結婚し、妊娠している。
基本的にはお淑やかだが若い頃の癖なのか、目立ちたがり屋な一面がある。
砂岡健太郎（ドラッグストア〈アインズ&トルベ〉店員、35歳）
演：顔田顔彦
毎回、進之助やギャルらが原因で店の陳列棚が倒されてしまう。第9話で、晶子の正体である小野小町を振り向かせるために薬剤師になったことを告白する。
熊野某（ドラッグストア〈アインズ&トルベ〉店員、26歳）
演：川村陽介
毎回、進之助やギャルらが原因で店の陳列棚が倒されてしまうことに頭を痛める苦労人。砂岡の相棒。

### ジェロニモ周辺の人々
ジェロニモIII世（謎のインディアン、40歳）
演：古田新太
進之助の一番の親友であり、恩師でもある。モモの父親。自分に手紙を送ってくれた「イモコ（芋子）」という17歳の少女を捜してくれと進之助に頼む。柳下の妻の恵美子が好みのタイプらしい。
重病にかかったと思われていたが、実は長年育てていたエゾヨモギによる花粉症だった（アリゾナには花粉症の免疫が無い為、派手に症状が出たとのこと）。
ギャル達にとっては、キモカワイイ存在。アメリカ軍と何らかの関係があるらしい。日本語を上手に話せるが、本人曰く、昔日本にとても深く関わったからだとのこと。しかし渋谷に大量の人間がいるのを見て驚くなど、日本の事情に詳しいとはいえないようである。
進之助がパラシュートの着地の際に（建物に）引っ掛かったと話した際にはオレオレ詐欺だと勘違いし、薬局で薬を買ったら代金を請求されたと話した際には覚醒剤密売と勘違いしていた。たとえ話をする際はブーメランを用いることが多い。
モモ（ジェロニモのひとり娘、8歳）
演：山内菜々（現：日向ななみ）
進之助の手伝いをするために来日。日本語が話せる。とても礼儀正しくしっかりしていて、イモコ探しに悪戦苦闘する進之助を心配している。
生まれてからすぐ母親をハリケーンで亡くし、そのうえ重い病気にかかってしまったが、「イモコ」からの手紙に入っていたヨツバのエゾヨモギの種で助かった。ジェロニモを「ダディ」、サキのことを「お姉さん」と呼ぶ。
ジョージ（ジェロニモの仲間、43歳）
演：阿南健治
ジェロニモの医師。進之介が幼い頃から「シンシン」と呼ぶ。
最終話ではハリケーンによって瀕死の状態になったが、「ウマコ」からの手紙で助かった。

## ゲスト出演
- 引ったくり犯：末高斗夢（現：三遊亭とむ）（第2話）
- 前田健（第3話）
- 須藤雪絵：松本莉緒（第4話）

ユリカの大学時代の同級生で人気女子アナ。一見すると清楚系の美人だが、ユリカの家庭が落ちぶれた途端にユリカをあっさり見捨てるなど、腹黒い性格をしている。エンゼルハートの取材をしていた際にユリカと遭遇。大学の同窓会が行われる直前、自分たちの所に戻そうとユリカを誘うが先述の件から断られたことに腹を立て、同窓会にエンゼルハートを招待することを口実にユリカに恥をかかせようと画策する。その後、同窓会会場にてユリカとエンゼルハートのメンバーたちに罵倒・侮辱の言葉を浴びせるが、ユリカがエンゼルハート側に付いた直後「そこまで恥の上塗りすることないじゃない？」と冷たく言い放ったことでサキの怒りを買い、ついには乱闘騒ぎになった。
- 塩山みさこ（第4話）
- ユリカの父親:伊武雅刀（友情出演）（第4話）

劇中では本名は言及されず、何らかの事情で逮捕された模様。終盤ではギャルの姿で現れた娘に驚いた他、パラパラを知っているかと問われた際には、天気予報と思っていた。
- 猫ひろし（第5話）
- 一ノ瀬倫太郎：渡辺哲（第7話）
- 美里（一ノ瀬誠の姉）：西山繭子（第7話）
- 大河内浩（第7話）
- カゴシマジロー（第7話）
- 美里の結婚相手：マイクジバーグ（第7話）
- 波多野妙子（南都下高校教頭）：銀粉蝶（第8話）
- パラパラ番組の出演者：前田健（第8話）
- パラパラ番組の司会者：はなわ（第8話）
- 田鍋謙一郎（第8話）
- 藤本沙紀（第8話）
- 細井宏美（第8話）
- 塚田真美（第8話）
- 武藤静香（第8話）
- 多賀名将也（第9話）
- ニュースキャスター：杉上佐智枝（日本テレビアナウンサー）（第11話）
- 爆発事故で重傷を負った進之助の担当ドクター：小林隆（第11話）

## 備考
- サキ達が通う南都下高校は、「みなみつげこうこう」と読むが、「なんとかこうこう」と読むことができる。また、使用されたロケ地の学校は、2002年に同局の『ごくせん』でも使われた白金学院高校、2007年に放送されたフジテレビの「土曜ドラマ」枠のドラマ『ライフ〜壮絶なイジメと闘う少女の物語〜』でも使われた実践女子短期大学であり、柳下を演じる生瀬は『ごくせん』、ランを演じる西田は『ライフ』にも出演している。ちなみに西田は北乃きいとともに主演を務めた悪役の福田沙紀とは、同じ堀越高等学校の出身である。
- ナギサを演じる新垣は、次番組の『マイ☆ボス マイ☆ヒーロー』でもヒロインを演じた。
- ナギサを演じる新垣とサキを演じる戸田の二人は、後にフジテレビ系列の『コード・ブルー -ドクターヘリ緊急救命-』シリーズでも共演している。サキを演じる戸田とシズカを演じる佐津川の二人は、後に2020年のNHK朝ドラ『スカーレット』でも共演している。
- サキを演じる戸田とヨーコ演じる高瀬友規奈は半年前に放送されたドラマ『野ブタ。をプロデュース』でも共演している。
- 同時期に生瀬は『トップキャスター』、古田は『プリマダム』にも出演しており、2人とも兵庫県の出身である。
- 藤木と三浦は2013年にフジテレビ系の「木曜劇場」枠で放送されたドラマ『ラスト♡シンデレラ』でも共演している。
- 藤木が歌う主題歌の「HEY! FRIENDS」は、第7話と第10話のみ歌い出しから始まった。それ以外の回はイントロから流している。エンディングの映像は、基本的にキャストが曲に合わせてパラパラ風のダンスを行っているが、第1話のみ渋谷の街中のイメージ映像を背景に主要キャストのバストアップが流れ、最終話ではラストシーンの浜辺で藤木とエンゼルハートのメンバーを演じたキャストが踊る映像になっている。
- 最終回の放送当日には、朝の情報番組『ズームイン!!サタデー』に戸田・新垣をはじめとするエンゼル・ハートの7人を演じる面々が生出演し、最終回をPRした。
- 早川及び本名小野を演じる三浦は、アニメ『こちら葛飾区亀有公園前派出所』で2代目小野小町役の声を演じており、2003年に公開された映画『こちら葛飾区亀有公園前派出所 THE MOVIE2 UFO襲来! トルネード大作戦!!』には生瀬がゲスト出演し、三浦と共演している。

## スタッフ
- 脚本：藤本有紀（1・2・6・9-11話）、大野敏哉（3話）、武田有起（4・5・7・8話）
- プロデューサー:戸田一也（日テレ）、千葉行利（ケイファクトリー）
- 演出：岩本仁志（1・4・7・11話）、佐久間紀佳（2・5・8・10話）、南雲聖一（3・6・9話）
- 音楽：池頼広
- 技術：久坂保
- TM：古川誠一
- TP：江村多加司
- 美術：柳谷雅美
- 化粧：上村由美
- スタイリスト：西ゆり子（Cコーポレーション）
- 車輌：NK特機
- エキストラ：古賀プロダクション
- パラパラ振付：前田健
- 法律監修：大村健
- 技術・美術協力：日テレ映像センター・日テレアート
- 制作協力：ケイファクトリー
- 製作著作：日本テレビ

## 放送日程
| 各話                                                      | 放送日        | サブタイトル                                           | 脚本     | 演出       | 視聴率 |
| --------------------------------------------------------- | ------------- | ------------------------------------------------------ | -------- | ---------- | ------ |
| 第1話                                                     | 2006年4月15日 | 地上30メートル恐怖の落下、友情殺す死ねメール           | 藤本有紀 | 岩本仁志   | 15.4%  |
| 第2話                                                     | 2006年4月22日 | 失われた信用…涙で紡ぐ友情のドレス                      | 藤本有紀 | 佐久間紀佳 | 13.5%  |
| 第3話                                                     | 2006年4月29日 | 壮絶激突プライド女の対決命懸け秘ダイエット             | 大野敏哉 | 南雲聖一   | 16.0%  |
| 第4話                                                     | 2006年5月06日 | 詐欺ギャル秘七変化…高慢女子アナへ仰天逆襲              | 武田有起 | 岩本仁志   | 12.3%  |
| 第5話                                                     | 2006年5月13日 | カウボーイは放火犯？ジェロニモの裏切りvsありがとう大地 | 武田有起 | 佐久間紀佳 | 12.8%  |
| 第6話                                                     | 2006年5月20日 | 呪いの紋章？美少女が次々消えた！怪奇現象の謎を追え！   | 藤本有紀 | 南雲聖一   | 10.8%  |
| 第7話                                                     | 2006年5月27日 | 夢を諦めるな！カウボーイ暴走渋谷で拳銃乱射             | 武田有起 | 岩本仁志   | 11.6%  |
| 第8話                                                     | 2006年6月03日 | 余命1日！謎のシンデレラ女子高生究極の選択              | 武田有起 | 佐久間紀佳 | 10.9%  |
| 第9話                                                     | 2006年6月10日 | カリスマギャルの衝撃過去傷心救った初恋の涙             | 藤本有紀 | 南雲聖一   | 11.3%  |
| 第10話                                                    | 2006年6月17日 | 遂に判明!? 命の恩人…感動の再会と永遠の別れ             | 藤本有紀 | 佐久間紀佳 | 13.2%  |
| 最終話                                                    | 2006年6月24日 | 涙の遺言少女達の卒業渋谷の街に奇跡が！                 | 藤本有紀 | 岩本仁志   | 13.9%  |
| 平均視聴率 12.9%（視聴率は関東地区･ビデオリサーチ社調べ） |               |                                                        |          |            |        |

## 主題歌
- 藤木直人「HEY! FRIENDS」（ポニーキャニオン PCCA-70144）

## 関連商品

### ファンブック
- ギャルサービジュアルブック（2006年6月16日 日本テレビ放送網刊）ISBN 4820399667

### サントラ盤
- ギャルサー オリジナル・サウンドトラック（2006年5月24日）

### DVD
- ギャルサーDVDBOX（2006年9月27日）
- ギャルサーDVD (1) - (4)（2006年9月27日）